# Troscot

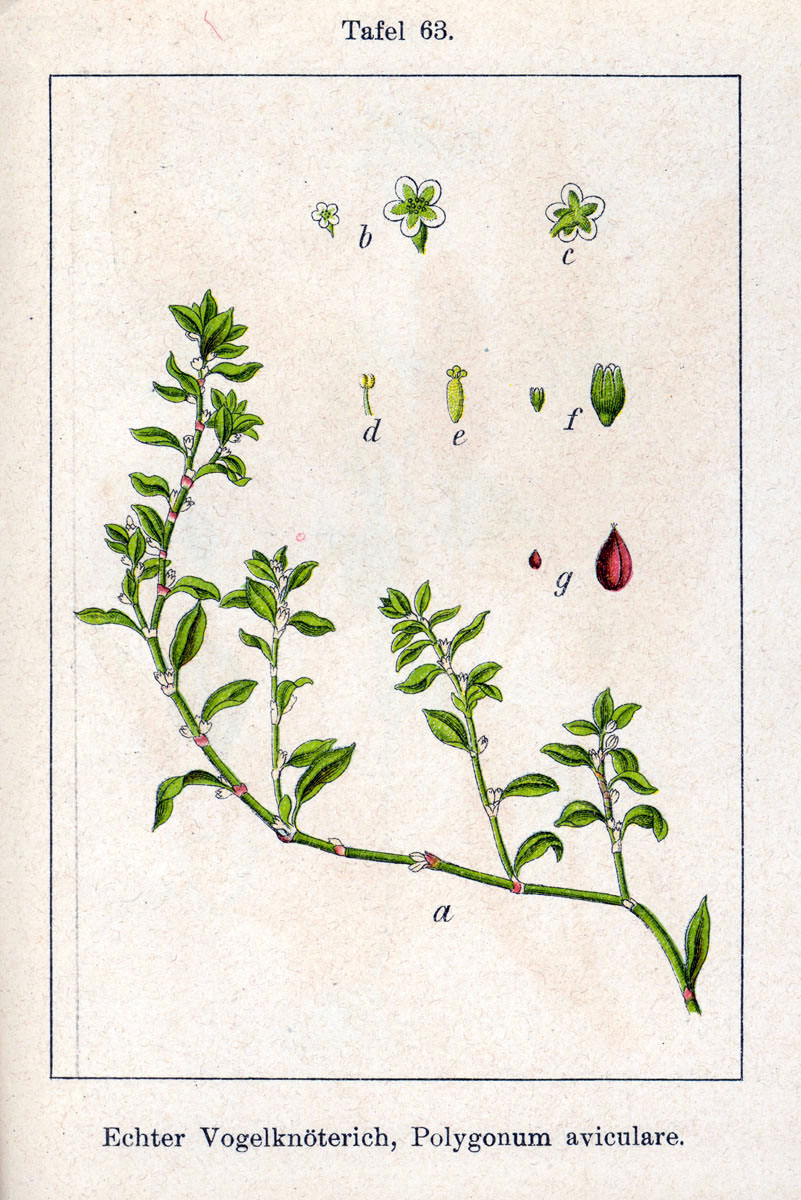
Polygonum aviculare

Troscotul (Polygonum aviculare) este o plantă erbacee anuală, din familia Polygonaceae, cunoscută sub mai multe denumiri populare: hericică, iarba găinilor, târșoacă, troscovă, troscoțel.

## Descriere
Plantă erbacee cu tulpina de obicei întinsă pe pământ sau ascendentă, cu frunze mici, eliptice și flori hermafrodite de culoare alb-roz sau verzui. Rădăcina este pivotantă iar fructul o achenea. Este răspândită în toate zonele țării, în locuri cultivate sau necultivate, la marginea drumurilor, a șanțurilor și în locuri virane. Înflorește din mai și până în septembrie.
În scopuri medicinale se recoltează părțile aeriene, prin smulgerea plantei și îndepărtarea rădăcinilor și a părților inferioare, lemnificate.

## Componenți principali
Flavonoide (aviculoarozida), rezine, ceruri, vitamina C, grăsimi, zaharuri, mucilagii, ulei volatil, tanin și substanțe minerale bogate în acid salicilic liber și combinat.

## Proprietăți
- astringent
- antidiareic
- diuretic
- hipotensiv și mineralizant

## Indicații
Intern tonifiant și astringent în combaterea diareei; remineralizant la anemici și convalescenți; în reumatism, gută, boli de plămâni, ca adjuvant.
Extern ajută la cicatrizarea rănilor, în boli contra reumatismului și în vindecarea hemoroizilor.